# Campeonato Africano de Atletismo de 2012 - Revezamento 4x400 m masculino
A prova dos 4 x 400 metros estafetas masculino do Campeonato Africano de Atletismo de 2012 foi disputada no dia 1 de julho de 2012 no Estádio Charles de Gaulle em Porto Novo,  no Benim. 

## Recordes
Antes desta competição, os recordes mundiais e do campeonato nesta prova eram os seguintes:
|                       | Nome                                                                      | Nacionalidade  | Tempo     | Local     | Data                   |
| --------------------- | ------------------------------------------------------------------------- | -------------- | --------- | --------- | ---------------------- |
| Recorde mundial       | Nesta Carter, Andrew Valmon, Quincy Watts Butch Reynolds, Michael Johnson | Estados Unidos | 2m 54s 29 | Estugarda | 22 de agosto de 1993   |
| Recorde do campeonato | Julius Sang, Tito Sawe Alfred Nyambane, David Kitur                       | Quênia         | 3m 01s 86 | Cairo     | 18 de agosto de 1985   |
| Recorde africano      | Clement Chukwu, Jude Monye Sunday Bada, Enefiok Udo-Obong                 | Nigéria        | 2m 58s 68 | Sydney    | 30 de setembro de 2000 |

## Medalhistas
| Ouro                                                                    | Prata                                                                           | Bronze                                                                                 |
| Nigéria · Saul Weigopwa · Amaechi Morton · Abiola Onakoya · Isah Salihu | África do Sul · PC Beneke · Ofentse Mogawane · Oscar Pistorius · Willem de Beer | Quênia · Vincent Kiplangat Koskei · Vincent Mumo Kiilu · Boniface Mucheru · Mark Mutai |

## Cronograma
Todos os horários são locais (UTC+1).
| Data       | Hora  | Evento |
| ---------- | ----- | ------ |
| 1 de julho | 17:30 | Final  |

## Resultado final
| Posição           | Raia | Nacionalidade | Atletas                                                                                   | Tempo   | Notas |
| ----------------- | ---- | ------------- | ----------------------------------------------------------------------------------------- | ------- | ----- |
| Medalha de ouro   | 8    | Nigéria       | Saul Weigopwa, Amaechi Morton, Abiola Onakoya, Isah Salihu                                | 3:02.39 |       |
| Medalha de prata  | 6    | África do Sul | PC Beneke, Ofentse Mogawane, Oscar Pistorius, Willem de Beer                              | 3:04.01 |       |
| Medalha de bronze | 1    | Quênia        | Vincent Kiplangat Koskei, Vincent Kiilu Mumo, Boniface Mucheru, Mark Mutai                | 3:04.12 |       |
| 4                 | 7    | Gana          | Nicholas Fordjour, Keith Nkrumah, Lumax Selasi, Daniel Gyasi                              | 3:10.43 |       |
| 5                 | 4    | Níger         | Abdoul Razack Robo Samma, Jacouba Boubacar Soumana, Salifou Bumarou, Mohamedine Mahamadou | 3:15.54 |       |
| 6                 | 5    | Benim         | Narcisse Tevoedjre, Adam Yarou, Seigneur Blais de Campos, Yaovi Michael Gougou            | 3:16.28 |       |
| 07 !              | 2    | Etiópia       | Hago Tadesse, Solomon Hailu, Gebril Galcha, Bereket Desta                                 | DSQ     |       |
| 07 !              | 3    | Botswana      | Isaac Makwala, Obakeng Ngwigwa, Nigel Amos, Omphemetse Mokgadi                            | DSQ     |       |

Legenda
| Recorde mundial       | Recorde mundial (World record)               |                       | Recorde africano                      | Recorde africano (African) |                                           | Q | Classificado por posição (Qualified) |
| Recorde do campeonato | Recorde do campeonato (Championship record)  | Recorde da América    | Recorde da América (Americas)         | q                          | Classificado por melhor tempo (Qualified) |   |                                      |
| Melhor marca do ano   | Melhor marca do ano (World leading)          | Recorde asiático      | Recorde asiático (Asian)              | DNS                        | Não largou (Did not start)                |   |                                      |
| Recorde nacional      | Recorde nacional (National record)           | Recorde europeu       | Recorde europeu (European)            | DNF                        | Não terminou (Did not finish)             |   |                                      |
| Recorde pessoal       | Recorde pessoal do atleta (Personal best)    | Recorde da Oceania    | Recorde da Oceania (Oceania)          | DSQ / DQ                   | Desclassificado (Disqualified)            |   |                                      |
| Recorde da temporada  | Recorde da temporada do atleta (Season best) | Recorde sul-americano | Recorde sul-americano (South America) | NM                         | Sem marca (No mark)                       |   |                                      |